# Semcon
Semcon ist ein internationales Technologieunternehmen. Das Unternehmen beschäftigt rund 1400 Mitarbeiter an mehr als 20 Standorten, unter anderem in Schweden, Norwegen und Brasilien. Der Name Semcon ist die Abkürzung für Scandinavian Engineering & Marketing Consultants.

## Geschichte
Semcon wurde im Jahre 1980 im schwedischen Västerås gegründet. Sie ist als Aktiebolag an der OMX in Stockholm gelistet.
Semcon erwarb im März 2007 zunächst den deutschen Entwicklungsdienstleister IVM Automotive mit rund 850 Mitarbeitern vom Automobilzulieferer Edscha und kurz darauf, im August 2007, seinen schwedischen Konkurrenten Caran. Beide Unternehmen gingen vollständig im Semcon-Konzern auf.
2016 entwickelte Semcon für die Kommunikation selbstfahrender Fahrzeuge mit Menschen einen Kühlergrill, der ein Lächeln zeigt.
Zum 1. März 2017 wurde der Bereich „Engineering Services Germany“ mit 800 Mitarbeitern an Valmet Automotive verkauft.
Am 16. April 2018 übernahm Semcon die HAAS-Publikationen GmbH in Deutschland, um die Präsenz im deutschen Markt der technischen Dokumentation zu stärken.
Im Jahr 2022 wurde Semcon von der Stockholmer Börse aufgekauft und der neue Eigentümer wurde Ratos.
Im Jahr 2023 wurde der Geschäftsbereich Produktinformation von Semcon zur neuen und eigenständigen Marke Aleido.